# Que Fazer? (Lênin)
Que fazer? (Questões candentes de nosso movimento) é um livro do revolucionário comunista russo Vladimir Lênin. Escrito entre meados de 1901 e publicado em março de 1902, o autor pretendeu introduzir a noção de organização revolucionária como uma necessidade para o avanço das lutas proletárias, num contexto onde as diferenças no interior do Partido Operário Social-Democrata Russo se ampliavam. O título da obra foi retirado do romance Que Fazer? (1863) do escritor e revolucionário Nikolai Chernyshevsky.
Este livro, que foi precedido por um artigo da revista Iskra, "Por onde começar?", publicado em maio de 1901, se norteia, segundo o próprio autor, por três pontos básicos:
- o conteúdo da ação política do movimento social-democrata russo;
- a organização desta ação;
- a construção de uma organização de combate para toda a Rússia.

No entanto, a cisão de tal movimento entre a ala revolucionária e a chamada ala economicista, estendeu tais pontos para mais dois: uma reflexão acerca da expressão "liberdade de crítica", então em voga nos meios socialistas esquerdistas, e o papel da social-democracia russa com relação ao movimento espontâneo das massas.
Este livro, sem muito aprofundamento teórico, buscava tratar de questões práticas para o movimento socialista não se perder em meio ao desmoronamento do regime tzarista (pois previa o seu próprio desmoronamento). Confrontando-se com as vias do socialismo moderado e reformista, bem como com teorias liberais mais radicais, Lênin descreve qual a ação política necessária para dar um caráter revolucionário às transformações que ocorriam na Rússia de então.